# Buresse
Buresse est un hameau belge de la commune de Hamois situé dans la province de Namur.

## Galerie photos

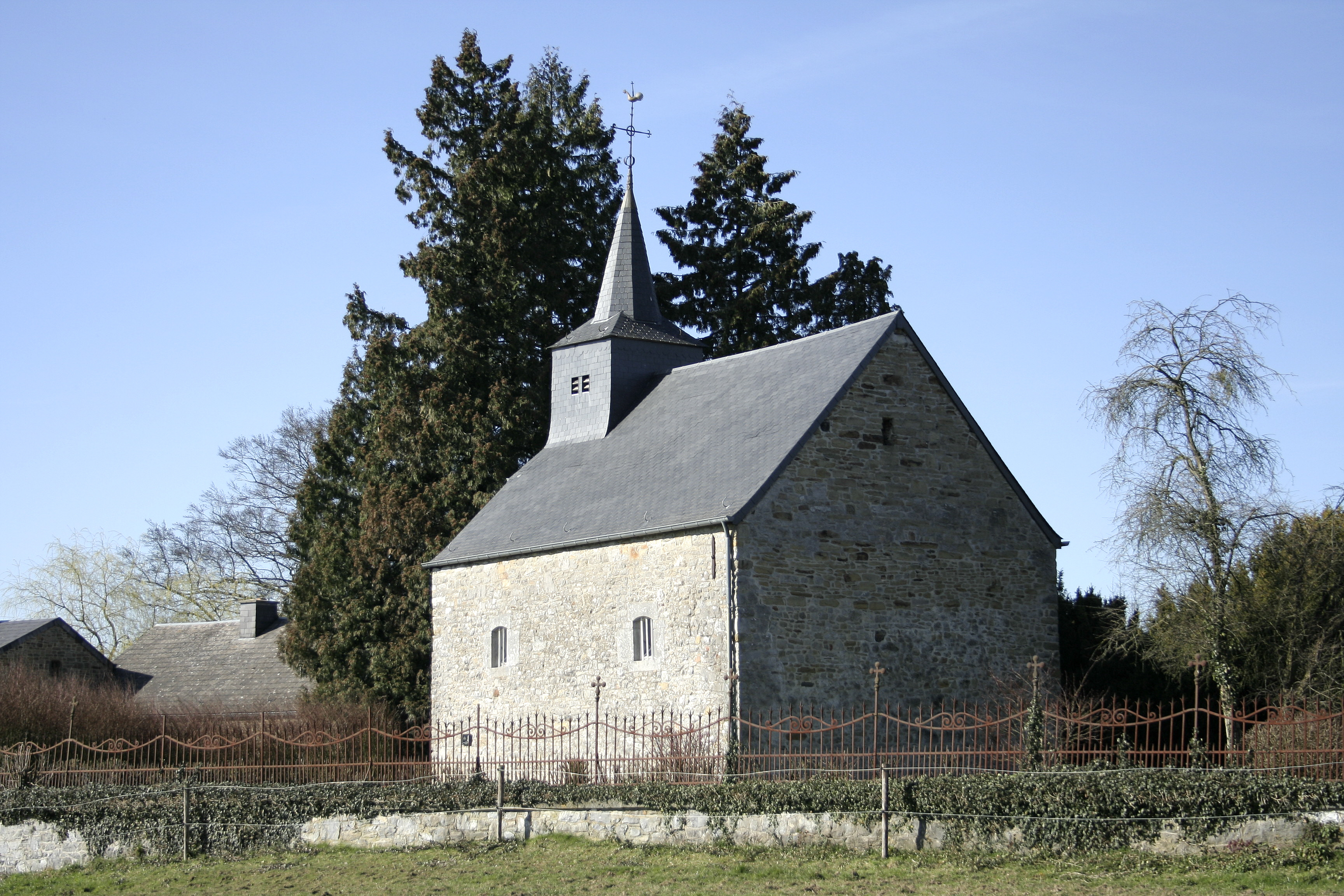
La chapelle castrale.
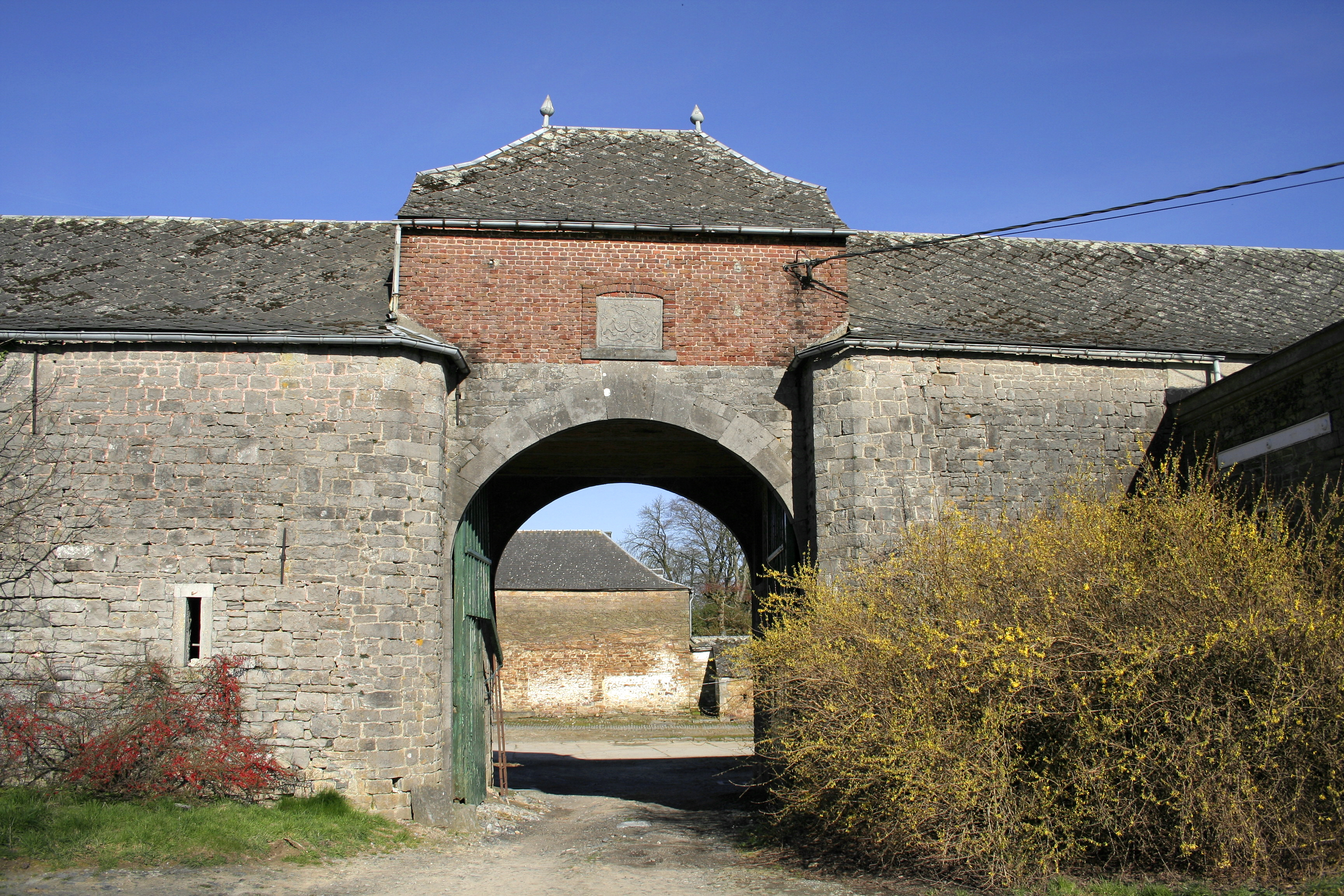
Ferme condrusienne avec portail armorié.
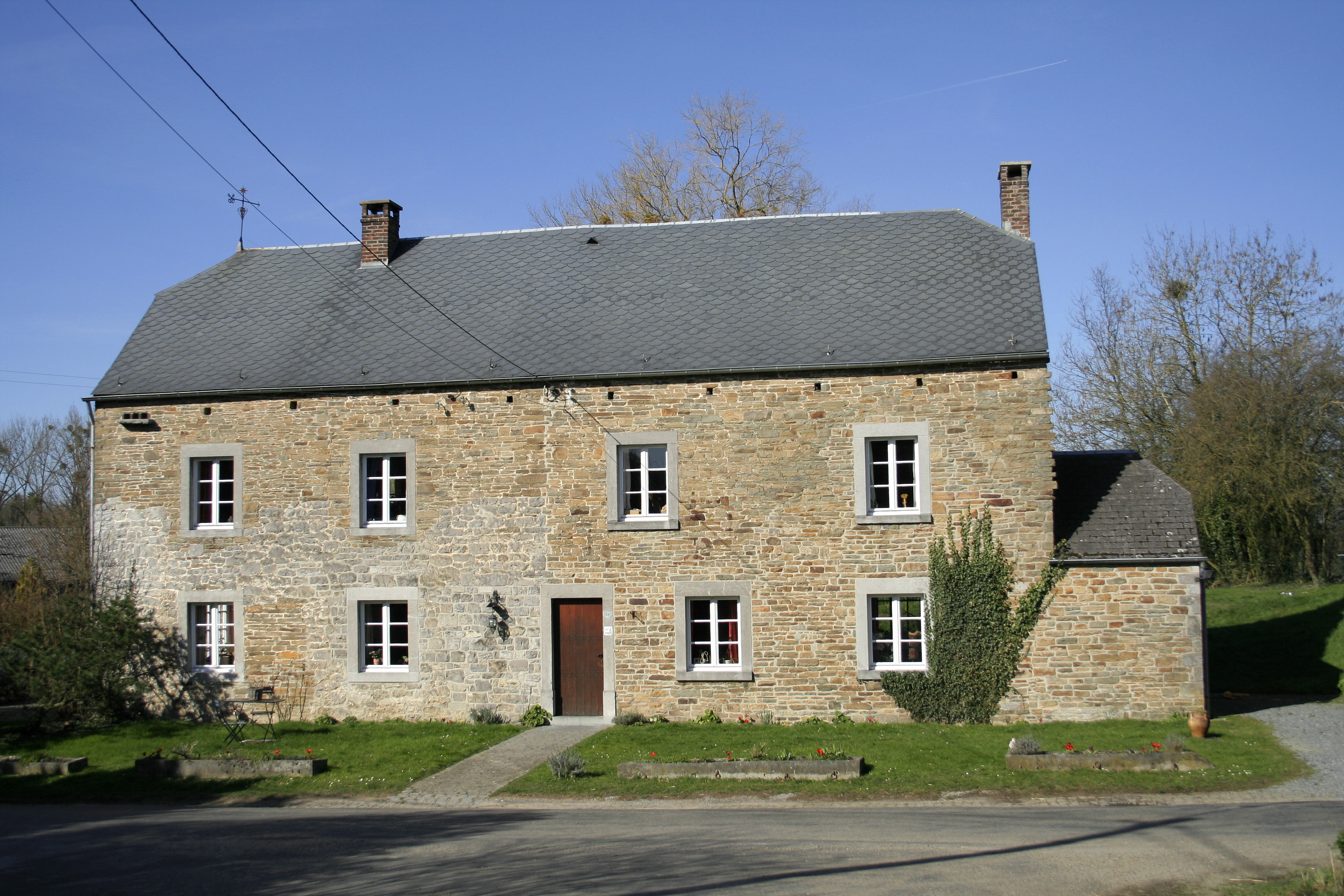
Maison typique en moellons de calcaire.